# Floro Sión
Florentino Sión Mortera (Sama de Langreo, Asturias, 29 de octubre de 1905-La Felguera, Asturias, 30 de octubre de 1968) fue un futbolista español que jugaba como portero. Fue conocido deportivamente como Floro Sión o Sión I y sus hermanos menores Luis Sión y José María Sión también fueron futbolistas después de él.

## Trayectoria
Nacido en Langreo, comenzó a jugar en el Círculo Popular de La Felguera antes de ser destinado debido al servicio militar a León, donde se unió a la Cultural y Deportiva Leonesa desde el año 1927. Formó parte del equipo leonés que en la creación del campeonato liguero había quedado encuadrado en el grupo B de segunda división, en el que siendo el portero titular y disputando todos los encuentros logró el título y con ello el ascenso a la segunda categoría. Se mantuvo en el equipo leonés hasta el descenso del mismo en 1930, cuando ficharía por el Real Sporting de Gijón. Estuvo en Gijón jugando en segunda división hasta el inicio de la guerra civil, siendo el portero titular y disputando todos los encuentros, quedando cada año muy cerca del ascenso a la máxima categoría pero sin finalmente conseguirlo.
Tras el fin de la contienda fichó por el Racing de Sama, donde coincidió con sus hermanos formando el eje defensivo del conjunto. Estuvo dos temporadas con el equipo langreano hasta que en 1941 fue fichado por el Real Oviedo que en aquel momento militaba en la primera división. Se mantuvo cuatro temporadas en la máxima categoría, llegando a ser el jugador más veterano en vestir la camiseta del equipo carbayón, con el que se retiraría una primera vez en 1945. Tras algo más de dos años alejado de los campos de fútbol, en 1947 volvería a jugar con el Círculo Popular de La Felguera dos temporadas más hasta su ya definitiva retirada a los 43 años.
Una vez retirado, el fútbol asturiano le realizó un homenaje en 1949 en honor a su trayectoria deportiva y la entonces Federación Astur Montañesa de Fútbol le concedió la medalla al Mérito Deportivo en 1951.

## Clubes
| Club                           | País   | Año       |
| ------------------------------ | ------ | --------- |
| Círculo Popular de La Felguera | España | 1926-1927 |
| Cultural y Deportiva Leonesa   | España | 1927-1930 |
| Real Sporting de Gijón         | España | 1930-1936 |
| Racing de Sama                 | España | 1939-1941 |
| Real Oviedo                    | España | 1941-1945 |
| Círculo Popular de La Felguera | España | 1947-1949 |